# Centrul al São Paulo

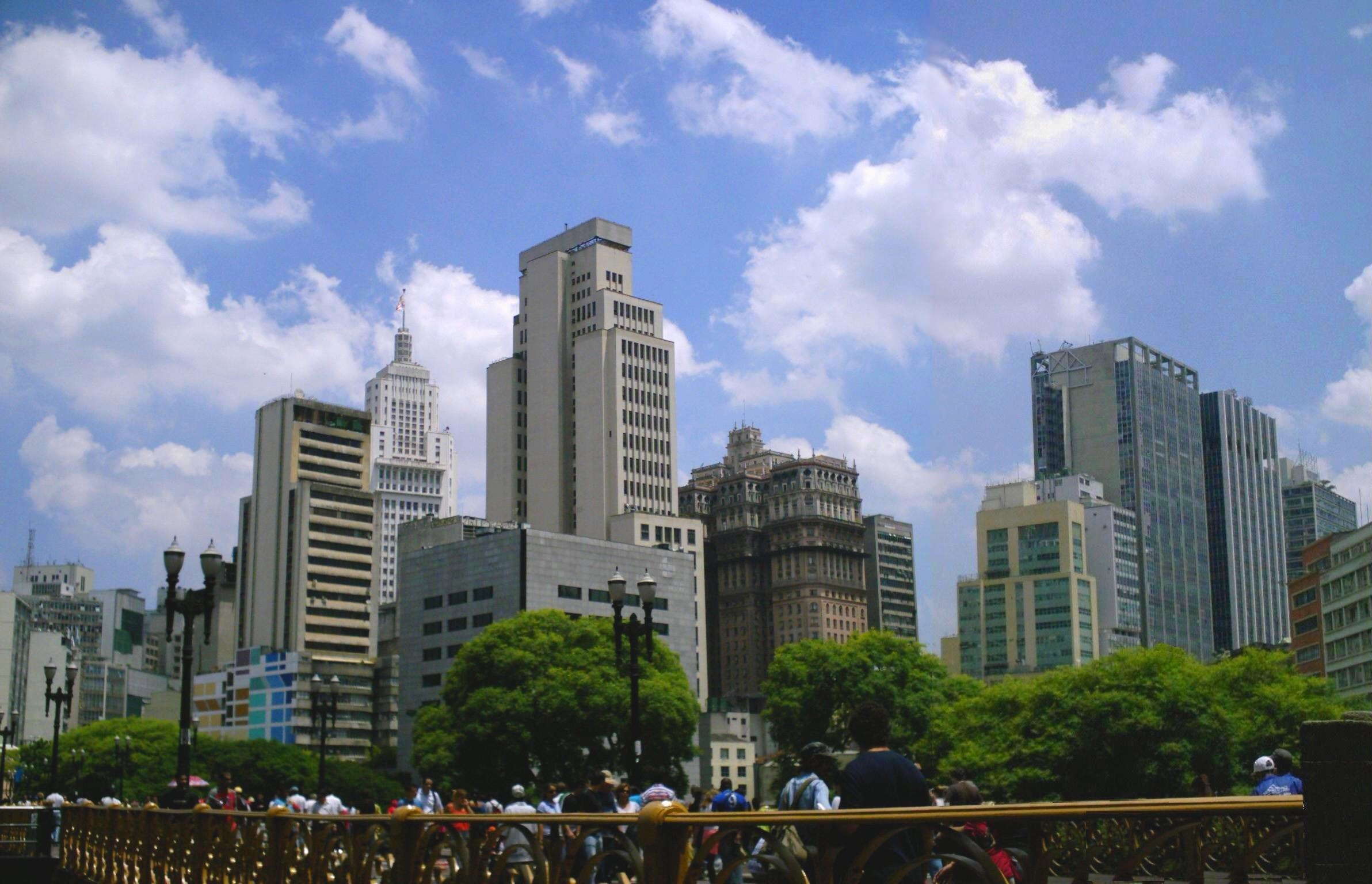
Centrul São Paulo

Zona centrală din São Paulo, este o regiune a orașului São Paulo, Brazilia. Centrul São Paulo este cunoscut în Brazilia, ca cel mai mare mall de cumparaturi din orașul cu același nume și America Latină. Din anii '70 regiunea centrală a São Paulo a fost cel mai mare centru financiar din America Latină, precum și o regiune administrativă.